# بروانی
بروانی (به چکی: Břvany) یک منطقهٔ مسکونی در جمهوری چک است که در ناحیه لوونی واقع شده‌است. بروانی ۹٫۳۸ کیلومتر مربع مساحت و ۳۴۳ نفر جمعیت دارد و ۲۰۹ متر بالاتر از سطح دریا واقع شده‌است.